# Diwaniya

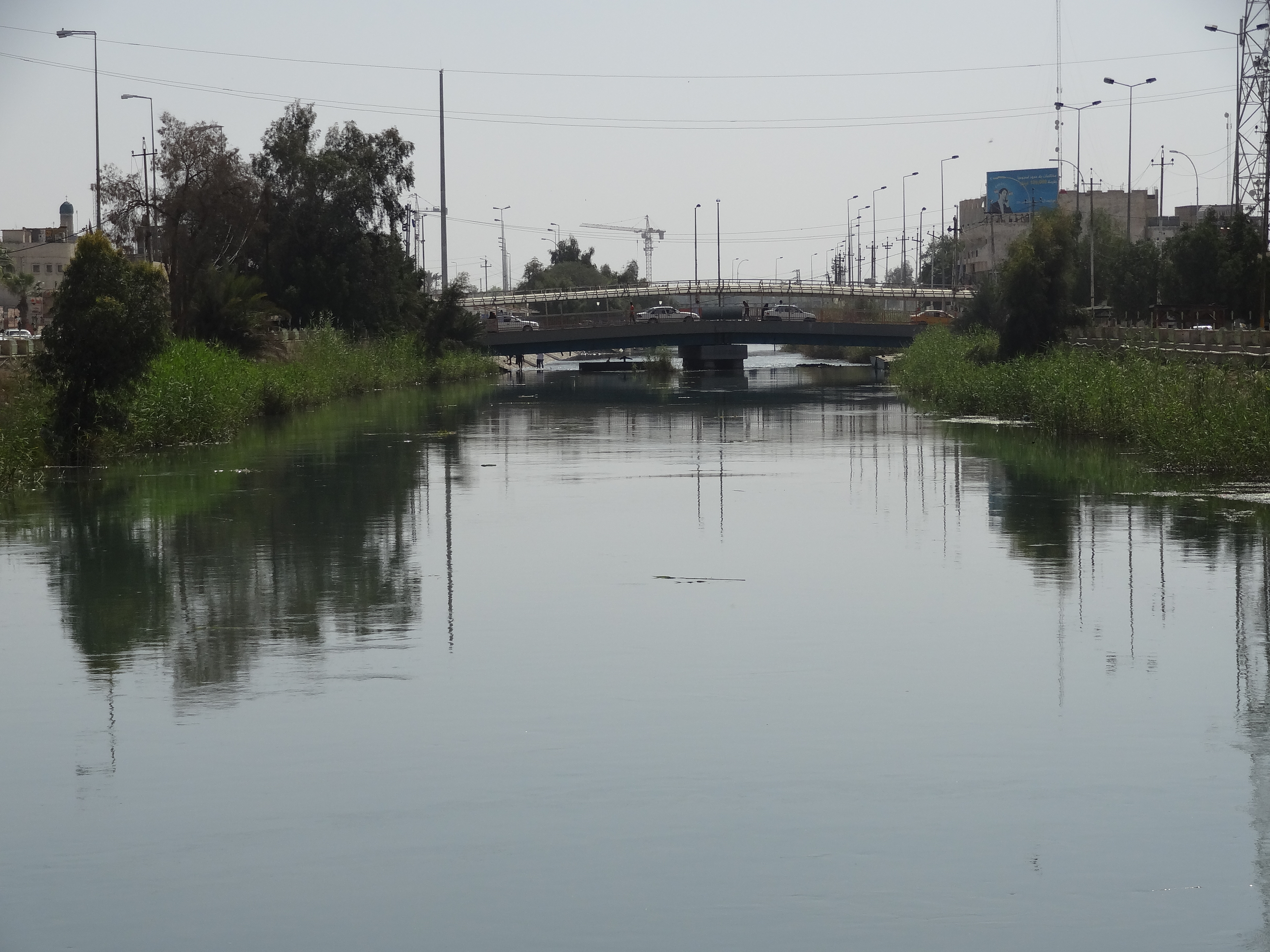
La rivière Shatt al-Diwaniya, qui traverse la ville.

Al-Diwaniya (الديوانية ; Ad-Dīwānīya, aussi appelée Diwaniya) est une ville d'Irak, capitale de la province d'Al-Qādisiya. La ville est située sur l'axe de circulation Bagdad-Bassora.
En 2002, sa population a été estimée à 420 000 habitants. Le secteur d'Al Diwaniyah, bien irrigué par l'Euphrate, est souvent considéré comme une des régions les plus fertiles de l'Irak ; il est intensément cultivé.
Pour des observateurs d'oiseaux, Al-Diwaniyah possède de très nombreuses espèces, indice d'une grande biodiversité. Al-Qâdisiya se compose en effet de vastes zones agricoles, de marécages, de zones arides et semi-désertiques.

## Historique
Durant la guerre d'Irak, la ville connait plusieurs affrontements dont l'opération Black Eagle en 2007.

## Personnalités
- Ahmed Al Safi (1971-), sculpteur irakien

## Dans la culture populaire
- Une mission du jeu vidéo Tom Clancy's Splinter Cell: Conviction se déroule à Diwaniya.